# 恋のサバイバル
「恋のサバイバル」（I Will Survive）は、グロリア・ゲイナーが1978年に発表した楽曲。全米1位を記録した。
『ローリング・ストーン』誌が選ぶ最も偉大な500曲において、251位にランクされている。

## 解説
作詞作曲はフレディー・ペレンとディノ・フェカリス。1978年8月、ゲイナーはライチャス・ブラザーズの「Substitute」のカバーをシングルA面として発表。「恋のサバイバル」はそのB面であった。グロリア・ゲイナーはゲイたちの間でも人気シンガーだったが、キリスト教を信仰していたため、ゲイとの関係は微妙なものになった。このシングルはRIAAによってプラチナムに認定された。

## 布施明のカバー・バージョン
「恋のサバイバル -I WILL SURVIVE-」は、1979年5月5日に発売された布施明の43枚目のシングル。

### チャート成績
オリコンチャート上ではBEST10入りを逃したが（最高13位）、売上数は17.9万枚を記録した。また、TBSテレビの『ザ・ベストテン』では、前作の「君は薔薇より美しい」に引き続いてのランクイン（1979年7月5日放送時第9位に1週のみ）となる。

### 収録曲
1. 恋のサバイバル -I WILL SURVIVE-
  - 作詞：D. Fekaris、日本語訳詞：布施明、作曲：F. Perren、編曲：林哲司
2. 愛のメリーゴーランド
  - 作詞：M. Bilyeu、日本語訳詞：清滝、作曲：M. Paulo、編曲：林哲司

## 麻生よう子のカバー・バージョン
麻生よう子も同時期に「恋のサバイバル2」（訳詞：藤公之介・編曲：木森敏之）を発売（オリコン最高43位。シングルB面は歌詞違いの「恋のサバイバル1」）。布施明とは競作となった。

## その他のカバー
- 田原俊彦（2003年、アルバム『Dynamite Survival』に収録[5]）
- 1994年にはオランダのHermes House Bandが『I Will Survive (Lalala)』のタイトルでカバーし、ヨーロッパでヒットした。
- 韓国では1997年に歌手の진주(JinJu)によって『난괜찮아』のタイトルでカバーされた。
- マドンナが2023年から翌年にかけて開催したThe Celebration Tourで本曲をカバー、2024年3月7日公演ではゲストとして登場したカイリー・ミノーグとのデュエットで披露した[6]。